# Stazione meteorologica di Roccamandolfi
La stazione meteorologica di Roccamandolfi è la stazione meteorologica di riferimento per la località di Roccamandolfi.

## Coordinate geografiche
La stazione meteo si trova nell'Italia meridionale, in Molise, in provincia di Isernia, nel comune di Roccamandolfi, a 810 metri s.l.m. e alle coordinate geografiche 41°30′N 14°21′E.

## Dati climatologici
In base alla media trentennale di riferimento 1961-1990, la temperatura media del mese più freddo, gennaio, si attesta a +3,6 °C; quella del mese più caldo, agosto, è di +21,8 °C  .
| Roccamandolfi      | Mesi | Mesi | Mesi | Mesi | Mesi | Mesi | Mesi | Mesi | Mesi | Mesi | Mesi | Mesi | Stagioni | Stagioni | Stagioni | Stagioni | Anno |
| Roccamandolfi      | Gen  | Feb  | Mar  | Apr  | Mag  | Giu  | Lug  | Ago  | Set  | Ott  | Nov  | Dic  | Inv      | Pri      | Est      | Aut      | Anno |
| ------------------ | ---- | ---- | ---- | ---- | ---- | ---- | ---- | ---- | ---- | ---- | ---- | ---- | -------- | -------- | -------- | -------- | ---- |
| T. max. media (°C) | 5,6  | 7,3  | 10,0 | 14,1 | 18,3 | 22,6 | 25,8 | 26,4 | 22,4 | 16,6 | 11,2 | 7,6  | 6,8      | 14,1     | 24,9     | 16,7     | 15,7 |
| T. min. media (°C) | 1,7  | 2,0  | 3,6  | 6,9  | 10,5 | 14,1 | 16,7 | 17,2 | 14,6 | 10,8 | 7,0  | 4,1  | 2,6      | 7,0      | 16,0     | 10,8     | 9,1  |